# Halsbandbaardvogel
De halsbandbaardvogel (Psilopogon auricularis) is een vogel uit de familie Megalaimidae (Aziatische baardvogels). De soort werd eerder beschouwd als een ondersoort van de goudkeelbaardvogel (P. franklinii).

## Verspreiding en leefgebied
Deze vogel komt voor in zuidoostelijk Laos en zuidelijk Vietnam.

## Status
De grootte van de populatie is niet gekwantificeerd maar de soort wordt omschreven als algemeen tot plaatselijk zeer algemeen. Op de Rode lijst van de IUCN heeft deze soort de status niet bedreigd.